# Ciężków (powiat zgierski)
Ciężków – wieś w Polsce położona w województwie łódzkim, w powiecie zgierskim, w gminie Aleksandrów Łódzki.
W latach 1975–1998 miejscowość administracyjnie należała do ówczesnego województwa łódzkiego.
Na wydmie porośniętej drzewami sosnowymi, a częściowo zabudowanej przez działki gospodarcze, znajdują się pozostałości cmentarza ewangelicko augsburskiego. Na cmentarzu znajduje się mogiła żołnierzy którzy brali udział w bitwie o Aleksandrów Łódzki. Można odnaleźć około 9 nagrobków. Zostało tam pochowanych 47 poległych żołnierzy niemieckich i 6 rosyjskich, którzy zginęli w bitwie o Aleksandrów Łódzki. Jednak została zachowała tylko jedna tablica z czytelnym napisem: 
Nazwisko: Langr
Imię: P. 
Stopień wojskowy: OFFZ. STELLV.
Jednostka: 1 K. LDST. J. BTL. II BRESLAU
Data śmierci: 1914-11-30